# Ilsa: vlčice SS
Ilsa: vlčice SS (anglicky Ilsa, She Wolf of The SS) je americký kultovní snímek z roku 1975 režiséra Dona Edmondse, pozdějšího koproducenta Tarantinovy Pravdivé romance.
Film produkovala kanadská společnost Cinepix of Canada, za níž stál David F. Friedman, v titulcích uváděn jako Herman Traegar. Scénář napsal kanadský profesor John Saxton pod pseudonymem Jonah Royston.
Hlavní roli ztvárnila Dyanne Thorneová jako Ilsa, velitelka malého nacistického koncentračního tábora pro cca dvacet vězeňkyň. Jméno titulní postavy Ilsa bylo nejspíše zvoleno podle Ilsy Kochové.

## Děj
Film se skládá z několika epizod, v nichž jsou na ženských obětech předváděny rozmanité „vědecké“ pokusy a jsou sexuálně zneužívány.
Vůdčí postavou je lékařka a velitelka Ilsa, prsatá a věčně nadržená blondýna, která se snaží prokázat teorii, že dobře vytrénovaná žena snese mnohem více než kterýkoli muž. Proto Ilsa ve spolupráci se svými podřízenými své zajatkyně týrá a zneužívá všemi možnými způsoby, bije je, ponižuje, znásilňuje, pálí a vaří, zavírá je do vzduchoprázdných komor a k tomu všemu jim ještě píchá speciální injekce, jimiž je infikuje syfilidou a tyfem.
Snímek však rozhodně neobsahuje pouze lesbický sex, protože Ilsin tábor také za účelem pobavení se a odreagování navštěvují nacističtí důstojníci. Jednou z nezapomenutelných scén je hostina, při níž hosté jedí a na stole stojí na bloku tajícího ledu nahá dívka s oprátkou kolem krku.
Na konci filmu skončí Ilsa velmi neslavně a je taktéž brutálně mučena. Objevují se spekulace, že je to určitá úlitba tvůrců, aby měl film šanci být legálním. Pravdou však je, že tragický konec čeká Ilsu i ve volných pokračováních, které se tématu holokaustu, na nějž je západní svět přecitlivělý, nedotýkají.

## Obsazení
- Dyanne Thorne – Ilsa
- Gregory Knoph – Wolfe
- Tony Mumolo – Mario
- Maria Marxová – Anna
- Nicolle Riddellová – Kata
- Jo Jo Deville – Ingrid
- Sandy Richmanová – Maigret
- George „Buck“ Flower – Binz
- Rodina Keelerová – Gretchen
- Richard Kennedy – General
- Lance Marshall – Richter

### Vězeňkyně
- Sandy Dempseyová
- Uschi Digardová
- Sharon Kellyová známá jako Colleen Brennanová
- Peggy Sipotsová
- Donna Youngová známá jako Donna Desmondová

## Odezva
Dílo kvůli předpokládaným obtížím vznikalo v anonymitě a je věnováno obětem holokaustu. Producent filmu David F. Friedman je židovského původu.
Přesto se po uvedení snímku spustil povyk a problémy nastaly. V Německu či v Norsku byl film zakázán. Snímek však ve své době zaznamenal úspěch. V průběhu dalších let vznikla tři volná pokračování s názvy Ilsa, Harem Keeper of the Oil Sheiks (1976), Ilsa, the Tigress of Siberia (1977) a Ilsa, the Wicked Warden (1977).
Cyklus o Ilse je nejznámějším, ač ne prvním (tím byl Love Camp 7), erotickým filmem s nacistickou tematikou a stal se inspirací pro další, zejména italské filmy shodného žánru.